# Palazzo Turchi
O Palazzo Turchi é um palácio de Verona, na Itália.

## História
A família Turchi era uma rica família de mercadores já na Baixa Idade Média, tanto que pouco antes de meados do século XV comprou uma propriedade na Contrada di Sant'Andrea de Verona.
O responsável pela encomenda do palácio foi o cavaleiro Pio Turchi. A construção ocorreu poucos anos depois da Batalha de Lepanto de 1571, quando a frota veneziana derrotou a turca. Entre outros, Pio Turchi foi porta-voz da comunidade veronesa nas grandes celebrações da vitória em Veneza. O palácio, começado pouco depois da batalha, foi concluido em 1579.
Pouco depois do fim dos trabalhos de construção, às estátuas de personagens turcas, fazendo parte dos despojos da Batalha de Lepanto, foram decapitadas as cabeças, que foram expostas na Piazza delle Erbe, no próprio lugar onde geralmente eram mostradas as cabeças dos condenados à morte.

## Estrutura
A fachada do palácio foi em parte reestruturada com a ostentação do gosto barroco, mas uma parte não negligenciável da mesma foi deixada no estado original quatrocentista. O edifício desenvolve-se em quatro pisos, um piso térreo, um andar nobre (piano nobile), um mediano e, por fim, um último piso, provavelmente acrescentado num período posterior, mas com o mesmo estilo. O motivo pelo qual a fachada não foi concluida são obscuros, devendo-se talvez a problemas económicos da família Turchi.
A porta principal apresenta uma arquivolta muito decorada com duas pilastras laterais, completadas por uma representação de Júpiter e de outras duas figuras nos tímpanos.
Na parte inferior da fachada estão presentes duas grandes bases em tufo, delimitadas por uma elegante cornija, abaixo de dois balcões, aos quais se juntam duas grandes janelas. Em cima, percorre a fachada uma segunda cornija, que por sua vez suporta os balcões do andar nobre. As janelas deste piso, em particular, são formadas por um arco de volta perfeita e, lateralmente, apresentam por cima pedestais de esculturas, em particular dos meios-bustos.
A meio de cada um dos andares encontra-se um nicho, em tempos ocupados por estátuas. No total são quatro nichos; hoje, um deles está decorado com dois ippocantropi e os outros com genietti. As cariátides do segundo andar suportam uma arquitrave com friso, rico de motivos clássicos.